# Begonia corredorana
Espèce
Synonymes
- Begonia valerioi Standl.[1]

Begonia corredorana est une espèce de plantes de la famille des Begoniaceae.
L'espèce fait partie de la section Gireoudia.
Elle a été décrite en 1925 par Casimir Pyrame de Candolle (1836-1918).

## Répartition géographique
Cette espèce est originaire des pays suivants : Costa Rica ; Panama.